# Comedy Central
A Comedy Central egy vígjátékokat sugárzó amerikai kábeltelevíziós csatorna. A műsorán főleg vígjátékok, nagy tévétársaságok humoros sorozatainak ismétlései, továbbá vásárolt, és saját gyártású fél órás show műsorok szerepelnek. Ez utóbbiakban számos, korábban országos szinten alig, vagy egyáltalán nem ismert humorista kerülhetett képernyőre.

## Története

A csatorna korábbi logója.

A csatorna egyik elődjét, a The Comedy Channelt az HBO tulajdonosa, a Time Warner indította el 1989-ben. Ezzel csaknem egy időben a Time Warner egyik legfőbb riválisa, a Music Television hálózatot is működtető Viacom is elindította a hasonló profilú csatornáját Ha! néven. Két évvel később 1991-ben a két adót a tulajdonosok egyesítették, ami a továbbiakban a CTV: The Comedy Network néven jelentkezett. Nem sokkal később vezették be a jelenlegi nevet, miután a CTV nevű kanadai televízió adó perrel fenyegetett. 2003-ban a Viacom 1,23 milliárd dollárért kivásárolta a Time Warner tulajdonrészét.
A csatorna ismertsége és népszerűsége a South Park című animációs sorozat 1997-es bemutatása után növekedett meg jelentősen. Ennek a hirtelen jött népszerűségnek köszönhetően 1998-ra már az amerikai háztartások 50%-ban volt elérhető.
2006 őszén indult a csatorna lengyel, 2007-ben a német, a holland, az olasz, majd 2008-ban a magyar változata. Az európai változatok az amerikaitól eltérő műsorszerkezettel jelentkeznek. A magyar változat a VH1-nal osztott műsoridőben indult, délután 2-től éjjel 2-ig tartott a műsora, majd 2009 tavaszán átállt a 24 órás műsoridőre.
A csatorna 2010. december 10-én bejelentette, hogy 2011-től új logót használ, ami teljesen másképp néz ki, mint a korábbiak, mert már nem a megszokott földgömbös-felhőkarcolós a logó, hanem két egymásba forduló C betű, ami alatt a COMEDY és a CENTRAL szavak olvashatók, előbbi talpon, az utóbbi pedig fejjel lefelé. 2019-től ismét új logót használ, amiben szintén két egymásba forduló C betű látható, immár sárga színnel, illetve a CENTRAL szó már nem fejjel lefelé olvasható.
A Fast Company magazin 2015-ben a "leginnovatívabb cégek" közé sorolta a Comedy Centralt.